# Nordstrand (Gemeinde)
Nordstrand település Németországban, Schleswig-Holstein tartományban. Lakosainak száma 2271 fő (2023. december 31.).

## Fekvése
Nordstrand félszigetén és Nordstrandischmoor szigetén fekvő település.
A település részei:
- Strucklahnungshörn kikötővel
- England,
- Herrendeich,
- Kiefhuck,
- Morsumkoog,
- Norderhafen,
- Odenbüll,
- Süden,
- Süderhafen és
- Westen.

## Népesség
A település népességének változása:
| Lakosok száma | 2729 | 2218 | 2275 | 2241 | 2237 | 2230 | 2256 | 2271 |
|               | 1975 | 2010 | 2017 | 2019 | 2020 | 2021 | 2022 | 2023 |